# Bahnstrecke Kiel Meimersdorf–Kiel Seefischmarkt
| Streckennummer (DB): | 9106                 |                                      |                                      |
| Streckenlänge: | 5 km                 |                                      |                                      |
| Spurweite: | 1435 mm (Normalspur) |                                      |                                      |
| |                      |                                      |                                      |
| \| \| 5,3 \| Kiel Seefischmarkt \| Kiel Seefischmarkt \| \| \| 4,2 \| Kiel Marinearsenal \| Kiel Marinearsenal \| \| \| 2,7 \| Kiel Howaldtswerke \| Kiel Howaldtswerke \| \| \| \| Kiel Norwegenkai \| \| \| \| \| Kiel Schwedenkai (ehem. Bollhörnkai) \| \| \| \| \| \| \| \| \| \| Kiel, alter Bahnhof (1844–1899) \| \| \| \| \| Kiel Hbf \| \| \| \| \| nach Flensburg \| \| \| \| \| Güterumfahrung Hbf. \| \| \| \| 104,1 \| Kiel Hgbf \| Kiel Hgbf \| \| \| \| nach Lübeck, nach Schönberger Strand \| \| \| \| \| Meimersdorf Ost (Abzw) \| \| \| \| \| \| \| \| \| 101 0 \| Meimersdorf Rbf \| Meimersdorf Rbf \| \| \| \| \| \| \| \| 100 \| Meimersdorf \| Meimersdorf \| \| \| \| nach Hamburg-Altona \| \| |                      |                                      |                                      |
| Betriebs-/Güterbahnhof Streckenanfang (Strecke außer Betrieb) | 5,3                  | Kiel Seefischmarkt                   | Kiel Seefischmarkt                   |
| Betriebs-/Güterbahnhof Strecke bis hier außer Betrieb | 4,2                  | Kiel Marinearsenal                   | Kiel Marinearsenal                   |
| Dienststation / Betriebs- oder Güterbahnhof | 2,7                  | Kiel Howaldtswerke                   | Kiel Howaldtswerke                   |
| Dienststation / Betriebs- oder Güterbahnhof |                      | Kiel Norwegenkai                     | Kiel Norwegenkai                     |
| Betriebs-/Güterbahnhof Streckenanfang · Strecke |                      | Kiel Schwedenkai (ehem. Bollhörnkai) | Kiel Schwedenkai (ehem. Bollhörnkai) |
| Abzweig ehemals geradeaus und nach links · Abzweig geradeaus und von rechts |                      |                                      |                                      |
| Bahnhof (Strecke außer Betrieb) · Strecke |                      | Kiel, alter Bahnhof (1844–1899)      | Kiel, alter Bahnhof (1844–1899)      |
| Kopfbahnhof Strecke bis hier außer Betrieb · Strecke |                      | Kiel Hbf                             | Kiel Hbf                             |
| Abzweig geradeaus und nach rechts · Strecke |                      | nach Flensburg                       | nach Flensburg                       |
| Strecke von rechts · Strecke · Strecke |                      | Güterumfahrung Hbf.                  | Güterumfahrung Hbf.                  |
| Kopfbahnhof Streckenanfang (Strecke außer Betrieb) · Strecke · Abzweig geradeaus und von links · Strecke nach rechts | 104,1                | Kiel Hgbf                            | Kiel Hgbf                            |
| Strecke (außer Betrieb) · Strecke · Abzweig geradeaus und nach links · Abzweig quer, von links und von rechts |                      | nach Lübeck, nach Schönberger Strand | nach Lübeck, nach Schönberger Strand |
| Strecke (außer Betrieb) · Strecke · Strecke · Blockstelle |                      | Meimersdorf Ost (Abzw)               | Meimersdorf Ost (Abzw)               |
| Abzweig ehemals geradeaus und von links · Abzweig quer und nach rechts · Kreuzung geradeaus unten und rechts · Strecke nach rechts |                      |                                      |                                      |
| Dienststation / Betriebs- oder Güterbahnhof · Strecke | 101 0                | Meimersdorf Rbf                      | Meimersdorf Rbf                      |
| Strecke nach links · Strecke quer · Abzweig geradeaus und von rechts |                      |                                      |                                      |
| ehemaliger Haltepunkt / Haltestelle | 100                  | Meimersdorf                          | Meimersdorf                          |
| Strecke |                      | nach Hamburg-Altona                  | nach Hamburg-Altona                  |

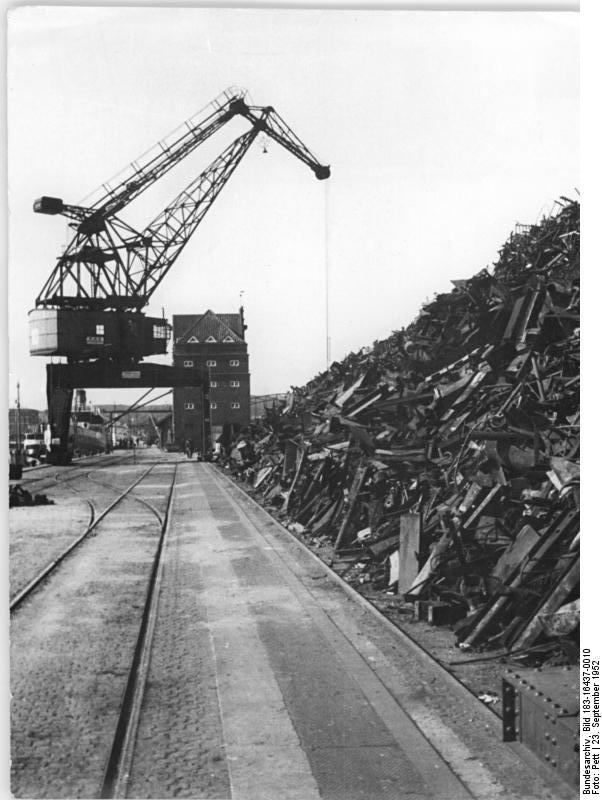
Schrottlager am Bollhörnkai 1952

Die Bahnstrecke Kiel Meimersdorf–Kiel Seefischmarkt, Ostuferbahn genannt, führt vom Rangierbahnhof Meimersdorf am Ostufer der Kieler Förde entlang zum Norwegenkai, danach durch das Gelände der ThyssenKrupp Marine Systems, ehemals Howaldtswerke-Deutsche Werft (HDW), zum daran anschließenden Marinearsenal. Die Strecke ist heute auf dem Werft- und dem Arsenalgelände an mehreren Stellen überbaut oder entfernt. Der ehemalige Seefischmarkt am Ufer der Schwentine ist nicht mehr auf der Schiene erreichbar.
Ein Abzweig führte zum heute stillgelegten Kieler Hauptgüterbahnhof.

## Geschichte

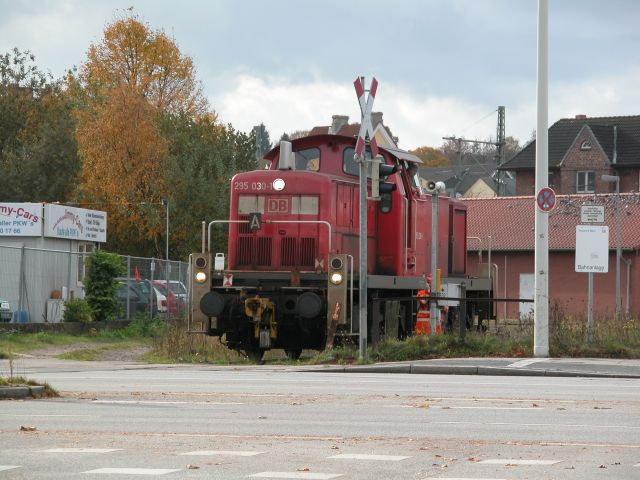
Die Gleisanschlüsse der Ostuferbahn werden durch die DB bedient

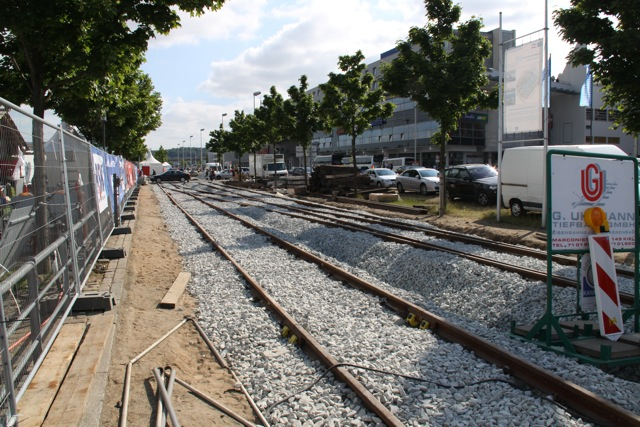
Bauarbeiten an den Gleisanlagen am Bollhörnkai (Juni 2010)

Am Ostufer des Kieler Hafens entstanden Ende des 19. Jahrhunderts mehrere Werften, die per Schiene erreichbar sein mussten. Aus schon vorhanden Anschlüssen entstand die Ostuferbahn, die am 13. Januar 1912 als Anschlussbahn der Kaiserlichen Werft eröffnet wurde. Eine Vielzahl von Anschlüssen wurde bedient, nach dem Zweiten Weltkrieg wurde der 1947/48 entstandene und zwischen 1987 und 1992 geschlossene Seefischmarkt in Dietrichsdorf mit angeschlossen. Der Verkehr wurde von der Staatsbahn (Preußische Staatsbahn, Deutsche Reichsbahn, Deutsche Bundesbahn) und von eigenen Lokomotiven der Anschließer abgewickelt. Am 2. Juni 1958 übernahm die Stadt Kiel die Strecke und gliederte sie dem Betrieb Seehafen Kiel an, seit 1996 Seehafen Kiel GmbH & Co KG (SK) und 2013 Port of Kiel. 1971 wurde die Bahn als öffentliche Bahn in den Deutschen Eisenbahngütertarif einbezogen. 2009 wurde der Anschluss des Arsenals gekündigt. Hauptkunde war lange Zeit HDW. Heute (2017) werden der Norwegenkai und die Werft nicht mehr regelmäßig bedient. Die Gleise südlich des Norwegenkais werden sporadisch zum Abstellen von Zügen genutzt. Die Strecke ab Norwegenkai bis ins Werk gehört seit 2006 der HDW. 
Der mit dem Terminalbau am Norwegenkai errichtete Lokschuppen steht leer, da die DB 2014 den Rangierdienst übernommen hat und SK keine eigene Lok mehr auf dieser Strecke stationiert.

## Bollhörnkai
Ein weiterer Abzweig führt auf der Westseite der Hörn bis zum Schwedenkai, der in diesem Abschnitt bis 2010 Bollhörnkai hieß. Ursprünglich begann diese Strecke am alten Hauptbahnhof und führte bis zur Seegartenbrücke, sie wurde am 1. September 1844, schon vor dem Beginn des Personenverkehrs auf der Altona-Kieler Eisenbahn, eröffnet. Diese Strecke wurde für den Umschlag Schiene/Schiff benutzt, solange am Bollhörnkai noch Frachtschiffe be- und entladen wurden. Der Transport von Neuwagen, die mit der Fähre nach Norwegen gebracht wurden, fand früher über diese Strecke statt. Am Schwedenkai machen heute die Fährschiffe nach Schweden sowie Kreuzfahrtschiffe fest. Die Strecke war teilweise mit Toren überbaut und wurde nur noch sehr selten verwendet: 2003 fand dort eine Präsentation von Vossloh-Lokomotiven statt, 2005 wurden die Züge der Nord-Ostsee-Bahn für die Marschbahn dort der Öffentlichkeit gezeigt. Im Juni 2010 begannen bis zum Hörn-Übergang Gleisbauarbeiten, da die Stena Line ihre bisherigen Fährschiffe Richtung Göteborg durch größere Schiffe ersetzt. Dadurch musste der gesamte Schwedenkai umgebaut und um Betriebsflächen des Bollhörnkais ergänzt werden. Hierbei wurde der nicht benutzte Bahnanschluss für die Liegeplätze 24 und 25 optimiert. 
Im Oktober 2010 wurde der Güterverkehr wieder aufgenommen. Als Rangierlok wurde bis 2014 meist eine MaK DE 1002 der Northrail verwendet. Am Bahnübergang vor der Hörnbrücke wurde eine Schrankenanlage mit Lichtzeichen installiert, die vom Rangierpersonal bedient wird. Im September 2012 wurde die Modernisierung eines weiteren Bahnübergangs an der Strecke (Bahnhofstraße) abgeschlossen.
Seit 2014 sind für den Zubringerdienst Lokomotiven der Baureihe 261 der Deutschen Bahn im Einsatz.

## Bilder

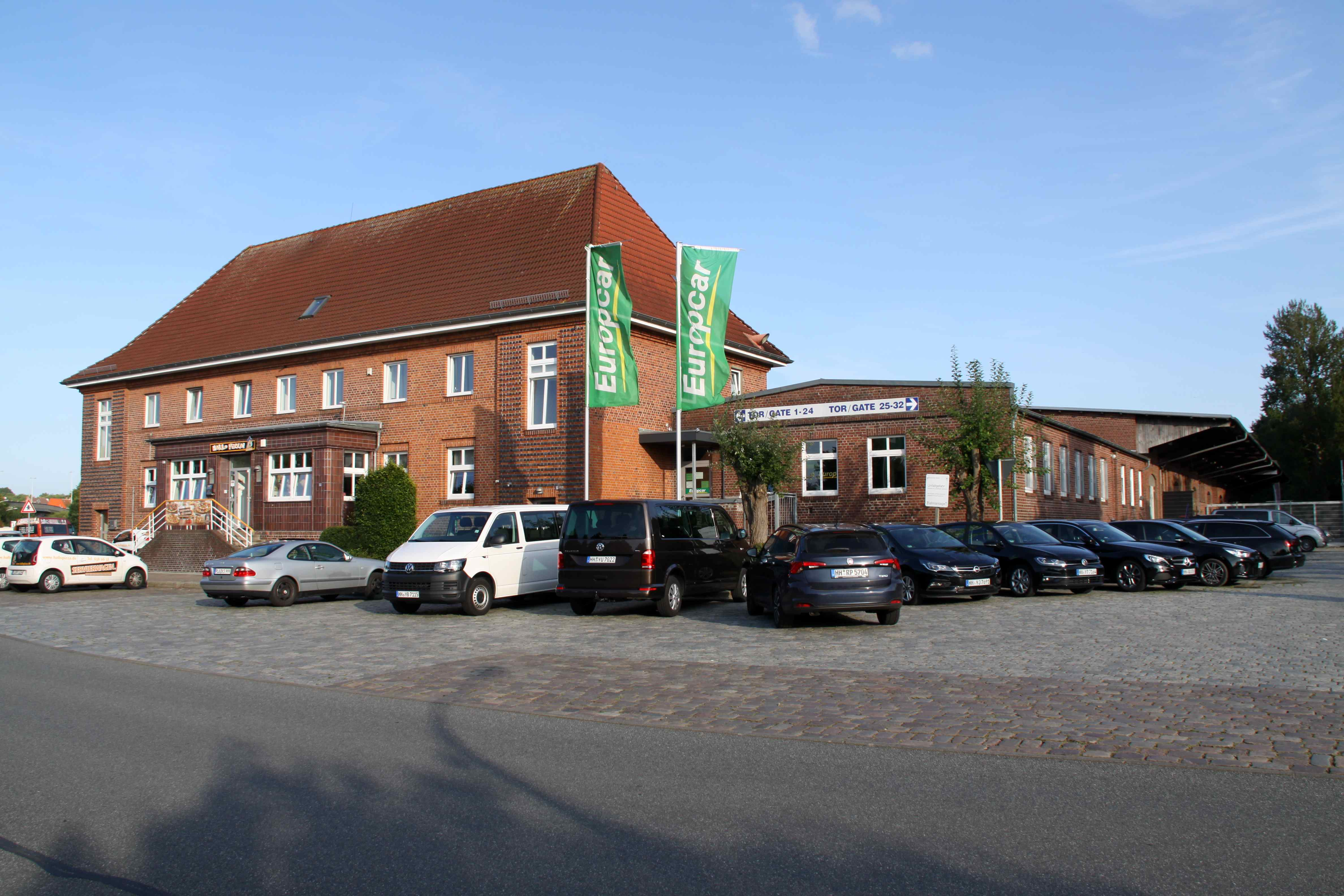
Empfangsgebäude Kiel Hgbf
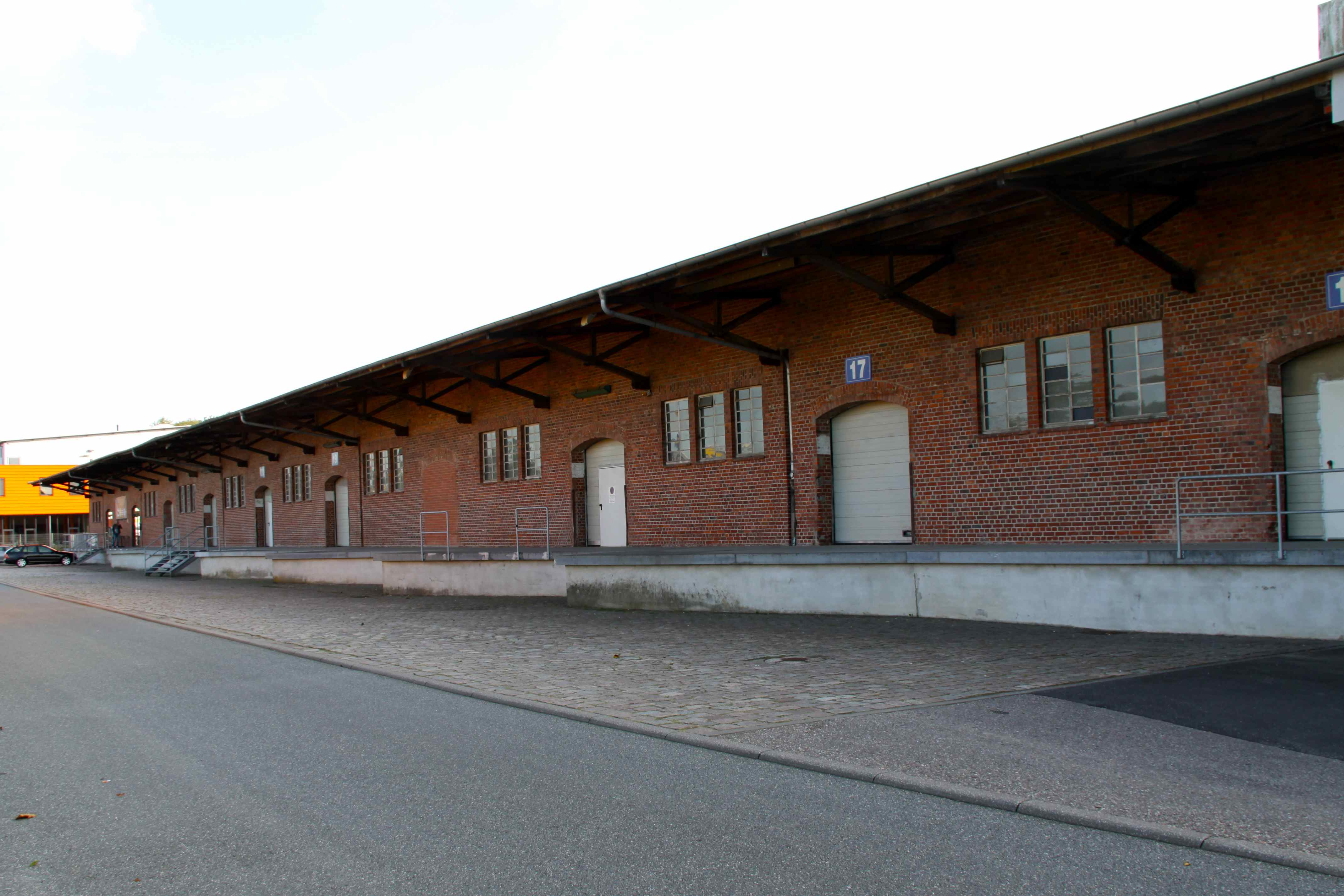
Güterschuppen Kiel Hgbf